# Philippe Bergerôo
Philippe Bergerôo (Ciboure, 13 gennaio 1954) è un ex calciatore e allenatore di calcio francese, di ruolo portiere.
Militò nel Bordeaux, nel Lilla e nel Tolosa tra il 1971 e il 1988 e fece parte della rosa francese campione d'Europa nel 1984 e semifinalista nel Mondiale messicano 1986.
Nella stagione 2003-2004 ha allenato la Francia U-17 mentre in quella del 2010-2011 ha guidato la Francia U-19.
Dal 30 luglio 2013 al 9 settembre 2016 ha allenato la nazionale femminile della Francia.

## Palmarès

### Calciatore
- Campionato d'Europa: 1

1984

### Allenatore
- Campionato d'Europa Under-17: 1

2004